# Jah
Jah è il nome di Dio usato comunemente nel rastafarianesimo, abbreviazione di Jahvè o Geova. Esso è inoltre presente in alcune versioni della Bibbia (per esempio la Bibbia di re Giacomo) e nella cosiddetta Bibbia ebraica. È presente anche nel termine Hallelujah, che significa "lodate Jah". Nel rastafarianesimo, tale nome è pronunciato [ˈdʒɑː].

## Jah Rastafari
Nel rastafarianesimo, il nome di Jah è spesso associato al termine "Rastafari". Quest'ultimo deriva dall'imperatore d'Etiopia Hailé Selassié (il cui vero nome era Ras Tafari Maconnèn), considerato un messia, oppure l'incarnazione stessa di Jah. L'espressione "Jah Rastafari" può quindi, a seconda dei casi, indicare l'imperatore o il Dio stesso.

## Bibbia di re Giacomo e Bibbia ebraica
Nella Bibbia di re Giacomo, il termine "Jah" ricorre una volta, precisamente nel Salmo 68:4: "Cantate a Dio, cantate lodi al suo nome: esaltate colui che cavalca nei cieli per nome JAH, e gioite davanti a lui".
Nel Bibbia ebraica il termine è presente 26 volte singolarmente e 24 volte nell'espressione Hallelujah.

## Nella musica reggae
Jah (o Jah Rastafari) è citato in numerosissime canzoni di musica reggae di un po' tutti i principali artisti (Bob Marley, Peter Tosh, Burning Spear e molti altri), poiché tale musica è diventata fin dai primi anni '70 un importante veicolo di diffusione delle convinzioni e delle istanze rastafariane.